# Yannis M'Bemba
Yannis M'Bemba (Amiens, 1 juli 2001) is een Gabonees-Frans voetballer die doorgaans speelt als verdediger. Hij komt uit voor FC Dordrecht en het Gabonees voetbalelftal.

## Clubcarrière
M'Bemba doorliep de jeugd van FC Nantes. Op 9 oktober 2020 maakte hij zijn debuut voor de reserves, FC Nantes B. Hij speelde de hele wedstrijd tegen AS Béziers. Op 7 augustus maakte hij zijn eerste doelpunt, tegen Bourges Foot 18. M'Bemba speelde bijna nooit voor het het eerste elftal, maar mocht twee keer invallen. Hij maakte zijn debuut op 14 januari 2022 tegen OGC Nice. Hij kwam in de 87e minuut in de ploeg voor Sébastien Corchia.

### Le Puy Foot
In het seizoen 2022/23 werd hij verhuurd aan Le Puy Foot, dat uitkwam in de Championnat National. Hij maakte zijn debuut tegen FC Borgo op 12 augustus 2022. Op 7 januari 2023 schakelde Le Puy OGC Nice uit in de Coupe de France.

### FC Dordrecht
Medio 2024 maakte M'Bemba de overstap van FC Nantes naar FC Dordrecht. Hij maakte zijn debuut op 9 augustus tegen FC Emmen. Hij speelde meteen de hele wedstrijd. In het seizoen 2024/25 ontwikkelde hij zich tot een basisspeler voor de ploeg in de Keuken Kampioen Divisie.

## Interlandcarrière
Op 25 maart 2024 maakte M'Bemba zijn debuut voor het Gabonees voetbalelftal, in een vriendschappelijke wedstrijd tegen Congo-Brazzaville (1-1). Hij kwam in de 76e minuut in de ploeg voor Alex Moucketou-Moussounda. M'Bemba werd niet geselecteerd voor de Africa Cup.
| Interlands van Yannis M'Bemba voor Gabon | Interlands van Yannis M'Bemba voor Gabon | Interlands van Yannis M'Bemba voor Gabon | Interlands van Yannis M'Bemba voor Gabon | Interlands van Yannis M'Bemba voor Gabon | Interlands van Yannis M'Bemba voor Gabon |
| №                                        | Datum                                    | Wedstrijd                                | Uitslag                                  | Competitie                               | Goals                                    |
| ---------------------------------------- | ---------------------------------------- | ---------------------------------------- | ---------------------------------------- | ---------------------------------------- | ---------------------------------------- |
| 1                                        | 25 maart 2024                            | Gabon – Congo-Brazzaville                | 1 – 1                                    | Vriendschappelijk                        | 0                                        |

## Statistieken
| Seizoen | Club          | Competitie           | Competitie | Competitie | Beker | Beker | Overig | Overig | Totaal | Totaal |
| Seizoen | Club          | Competitie           | Wed.       | Dlp.       | Wed.  | Dlp.  | Dlp.   | Dlp.   | Wed.   | Dlp.   |
| ------- | ------------- | -------------------- | ---------- | ---------- | ----- | ----- | ------ | ------ | ------ | ------ |
| 2021/22 | FC Nantes     | Ligue 1              | 2          | 0          | 0     | 0     | 0      | 0      | 2      | 0      |
| 2022/23 | → Le Puy Foot | Championnat National | 24         | 0          | 6     | 0     | 0      | 0      | 30     | 0      |
| 2024/25 | FC Dordrecht  | Eredivisie           | 30         | 0          | 1     | 0     | 4      | 0      | 35     | 0      |
| Totaal  | Totaal        | Totaal               | 56         | 0          | 7     | 0     | 4      | 0      | 67     | 0      |

Bijgewerkt op 16 juni 2025.